# Роналд Голмберґ
Роналд Голмберґ (англ. Ronald Holmberg; нар. 27 січня 1938) — колишній американський тенісист.
Здобув 28 одиночних титулів.
Найвищим досягненням на турнірах Великого шолома були півфінали в одиночному та змішаному парному розрядах.
Завершив кар'єру 1973 року.

## Юніорські фінали турнірів Великого шолома

### Одиночний розряд: 1
| Результат | Рік  | Турнір               | Покриття | Суперник   | Рахунок  |
| --------- | ---- | -------------------- | -------- | ---------- | -------- |
| Перемога  | 1956 | Вімблдонський турнір | Трава    | Род Лейвер | 6–1, 6–1 |